# Maleise bonte marter
De Maleise bonte marter (Martes flavigula) is een middelgroot roofdier uit de familie der marterachtigen (Mustelidae). De soort werd voor het eerst geldig gepubliceerd door Pieter Boddaert in 1785. De soort komt voor in het Russische Verre Oosten, het Koreaans Schiereiland, het oosten van China, de Himalaya, Indochina, het Maleisisch Schiereiland en de Grote Soenda-eilanden.

## Kenmerken
Deze middelgrote carnivoor heeft een oranje-bruine vacht met een crèmekleurige keel. De Maleise bonte marter is een stuk groter dan een steenmarter. De staart is in tegenstelling tot die van de steenmarter niet borstelig. De lichaamslengte is ongeveer 40–60 cm en de staart 38–43 cm. Een volwassen marter kan tot aan 3,4 kilo wegen.

## Leefwijze
De Maleise bonte marter woont voor een groot deel solitair. Alleen vrouwtjes leven voor drie tot vier maanden samen, wanneer ze geboorte gaan geven aan hun kinderen. De meeste tijd zit de Maleise bonte marter in bomen. Zijn voedsel bestaat voornamelijk uit knaagdieren, vogels, insecten en vruchten. In familieverband weten ze soms een hertenkalf te verschalken.

## Verspreiding en ondersoorten
Er zijn momenteel tien ondersoorten van de Maleise bonte marter erkend:
- Martes flavigula aterrima (Pallas, 1811) - Komt voor in het Russische Verre Oosten, Mantsjoerije en het Koreaans Schiereiland.[4]
- Martes flavigula borealis (Radde, 1862) - Niet duidelijk.
- Martes flavigula chrysospila (Swinhoe, 1866) - Komt voor op Taiwan.[4]
- Martes flavigula flavigula (Boddaert, 1785) - Komt voor in een brede band door het Himalayagebergte van Jammu en Kasjmir tot het noorden van Myanmar en het zuidoosten van Tibet.[5]
- Martes flavigula hainana (Hsu & Wu, 1981) - Komt voor op het Chinese eiland Hainan.[6]
- Martes flavigula henrici (Schinz, 1845) - Komt voor op Sumatra.[4]
- Martes flavigula indochinensis (Kloss, 1916) - Komt voor in Indochina, Thailand en het noorden van Tenasserim.[2]
- Martes flavigula peninsularis (Bonhote, 1901) - Komt voor in het zuiden van Tenasserim en het Maleisisch Schiereiland.[7]
- Martes flavigula robinsoni (Pocock, 1936) - Komt voor op Java.[4][8]
- Martes flavigula saba (Chasen & Kloss, 1931) - Komt voor op Borneo.[4]